# 35 (getal)
35 (vijfendertig) is het natuurlijke getal volgend op 34 en voorafgaand aan 36.

## In de wiskunde
Het is de som van de eerste vijf driehoeksgetallen, waardoor het een tetrahedraalgetal is. Het is ook een gecentreerd kubisch getal.
Er zijn 35 hexomino’s, de polyomino’s gemaakt van 6 vierkanten. 35 is een pentagonaal getal.
35 is een hogelijk cototiënt getal, omdat er meer oplossing zijn voor de vergelijking x - φ(x) = 35 dan er voor ieder ander kleiner natuurlijk getal zijn, behalve 1. Zie totiënt getal.

## In natuurwetenschap
35 is
- Het atoomnummer van het scheikundig element broom (Br).

## In het Nederlands
Vijfendertig is een hoofdtelwoord.

## Overig
- Het jaar 35 B.C., het jaar A.D. 35, 1935
- De minimumleeftijd (in jaren) van kandidaten voor de verkiezing van de positie van president van de Verenigde Staten of president van Ierland.